# Carcharhinus borneensis
Carcharhinus borneensis és una espècie de peix de la família dels carcarínids i de l'ordre dels carcariniformes.

## Morfologia
Els mascles poden assolir els 70 cm de longitud total.

## Distribució geogràfica
Es troba a Borneo i la Xina.